# إدارة التنمية الاقتصادية

شعار إدارة التنمية الاقتصادية.

إدارة التنمية الاقتصادية (بالإنجليزية:Economic Development Administration) هي وكالة تابعة لوزارة التجارة الأمريكية مهمتها توفير المنح والمساعدات التنموية للمجتمعات المنكوبة اقتصادي من أجل توليد فرص عمل جديدة، وتساعد أيضا على الاحتفاظ بالوظائف الحالية وتحفيز هذه الدول على النمو الصناعي والتجاري من خلال مجموعة متنوعة من البرامج الاستثمارية .